# غراميات عفيفي
غراميات عفيفي مسرحية كوميدية فكاهية مصرية من بطولة أمين الهنيدي وليلى طاهر ومحمود المليجي، ومن إخراج نور الدمرداش . تم انتاجها وعرضها عام 1970م

## الطاقم
- أمين الهنيدي (عفيف السلاموني)
- ليلى طاهر (دلال)
- محمود المليجي (حسنين الشيمي)
- نظيم الشعراوي (عباس أبو حجر)
- عادل إمام (خليفة)
- هالة الشواربي (نادية)
- زهرة العلا (عفاف البسيوني)

## قصة المسرحية
يرتبط المحامي "حسنين" بعلاقة غير رسمية بالراقصة "دلال"، وعندما تدعوها زوجته لحضور حفل عيد ميلاده، لا يجد غير صديقه الشاعر "عفيفي" ليطلب منه لعب دور زوج "دلال" حتى لا تتعقد الأمور.